# چنبرآغاج
چنبرآغاج (ترکی آذربایجانی: Çəmbərəxaç) یک منطقهٔ مسکونی در جمهوری آرتساخ است که در استان هادروت واقع شده‌است.